# Preto e branco

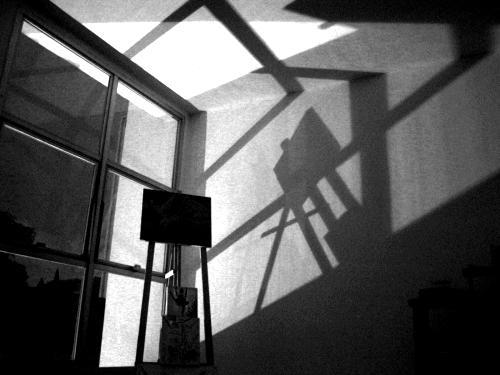
Exemplo de foto em preto e branco.

Costuma-se usar preto e branco, branco e preto, ainda P&B, PB, B&W, BW para algo que possui apenas tons de cinza, variando do branco até o preto. Por exemplo: foto em preto e branco, imagem em preto e branco, televisão em preto e branco.